# Campionato mondiale di scherma 2007
Il Campionato mondiale di scherma 2007 si è svolto a San Pietroburgo in Russia.
Le competizioni sono iniziate il 28 settembre e sono terminate il 7 ottobre 2007.

## Risultati

### Maschili
| Evento                                       | Oro                                                                      | Argento                                                                      | Bronzo                                                                    |
| Spada                                        |                                                                          |                                                                              |                                                                           |
| Spada maschile individuale (3 ottobre)       | Krisztián Kulcsár                                                        | Érik Boisse                                                                  | Diego Confalonieri Jérôme Jeannet                                         |
| Spada maschile a squadre (7 ottobre)         | Francia Érik Boisse Fabrice Jeannet Jérôme Jeannet Ulrich Robeiri        | Italia Stefano Carozzo Diego Confalonieri Alfredo Rota Matteo Tagliariol     | Ungheria Gábor Boczkó Géza Imre Iván Kovács Krisztián Kulcsár             |
| Fioretto                                     |                                                                          |                                                                              |                                                                           |
| Fioretto maschile individuale (30 settembre) | Peter Joppich                                                            | Andrea Baldini                                                               | Benjamin Kleibrink Lei Sheng                                              |
| Fioretto maschile a squadre (5 ottobre)      | Francia Nicolas Beaudan Brice Guyart Erwann Le Péchoux Marcel Marcilloux | Germania Peter Joppich Benjamin Kleibrink Christian Schlechtweg Dominik Behr | Corea del Sud Choi Byung Chul Jung Chang Yong Park Hee Kyung Son Young Ki |
| Sciabola                                     |                                                                          |                                                                              |                                                                           |
| Sciabola maschile individuale (2 ottobre)    | Stanislav Pozdnjakov                                                     | Aldo Montano                                                                 | Nicolas Limbach Eun Seok Oh                                               |
| Sciabola maschile a squadre (6 ottobre)      | Ungheria Tamás Decsi Balázs Lontay Zsolt Nemcsik Áron Szilágyi           | Francia Vincent Anstett Nicolas Lopez Julien Pillet Boris Sanson             | Italia Aldo Montano Diego Occhiuzzi Giampiero Pastore Luigi Tarantino     |

### Femminili
| Evento                                        | Oro                                                                                     | Argento                                                                  | Bronzo                                                                        |
| Spada                                         |                                                                                         |                                                                          |                                                                               |
| Spada femminile individuale (1º ottobre)      | Britta Heidemann                                                                        | Na Li                                                                    | Irina Embrich Maureen Nisima                                                  |
| Spada femminile a squadre (6 ottobre)         | Francia Audrey Descouts Laura Flessel-Colovic Hajnalka Kiraly Maureen Nisima            | Russia Tat'jana Logunova Ljubov' Šutova Anna Sivkova Evgenija Stroganova | Germania Claudia Bokel Imke Duplitzer Britta Heidemann Marijana Markovic      |
| Fioretto                                      |                                                                                         |                                                                          |                                                                               |
| Fioretto femminile individuale (4 ottobre)    | Valentina Vezzali                                                                       | Margherita Granbassi                                                     | Giovanna Trillini Aida Mohamed                                                |
| Fioretto femminile a squadre (7 ottobre)      | Polonia Sylwia Gruchała Katarzyna Kryczało Magdalena Mroczkiewicz Małgorzata Wojtkowiak | Russia Aida Šanaeva Julija Chakimova Evgenija Lamonova Jana Ruzavina     | Giappone Kanae Ikehata Maki Kawanishi Yōko Makishita Chieko Sugawara          |
| Sciabola                                      |                                                                                         |                                                                          |                                                                               |
| Sciabola femminile individuale (29 settembre) | Elena Nečaeva                                                                           | Tan Xue                                                                  | Bogna Jóźwiak Gioia Marzocca                                                  |
| Sciabola femminile a squadre (5 ottobre)      | Francia Cécile Argiolas Léonore Perrus Anne-Lise Touya Carole Vergne                    | Ucraina Ol'ha Charlan Olena Chomrova Nina Kozlova Halyna Pundyk          | Russia Ekaterina Fedorkina Svetlana Kormilicyna Elena Nečaeva Sof'ja Velikaja |

## Medagliere
| Posizione | Nazione       |    |    |    | Totale |
| --------- | ------------- | -- | -- | -- | ------ |
| 1         | Francia       | 4  | 2  | 2  | 8      |
| 2         | Russia        | 2  | 2  | 1  | 5      |
| 3         | Germania      | 2  | 1  | 3  | 6      |
| 4         | Ungheria      | 2  | 0  | 2  | 4      |
| 5         | Italia        | 1  | 4  | 4  | 9      |
| 6         | Polonia       | 1  | 0  | 1  | 2      |
| 7         | Cina          | 0  | 2  | 1  | 3      |
| 8         | Ucraina       | 0  | 1  | 0  | 1      |
| 9         | Corea del Sud | 0  | 0  | 2  | 2      |
| 10        | Estonia       | 0  | 0  | 1  | 1      |
| 10        | Giappone      | 0  | 0  | 1  | 1      |
| Totale    | Totale        | 12 | 12 | 18 | 42     |